# Esgrus

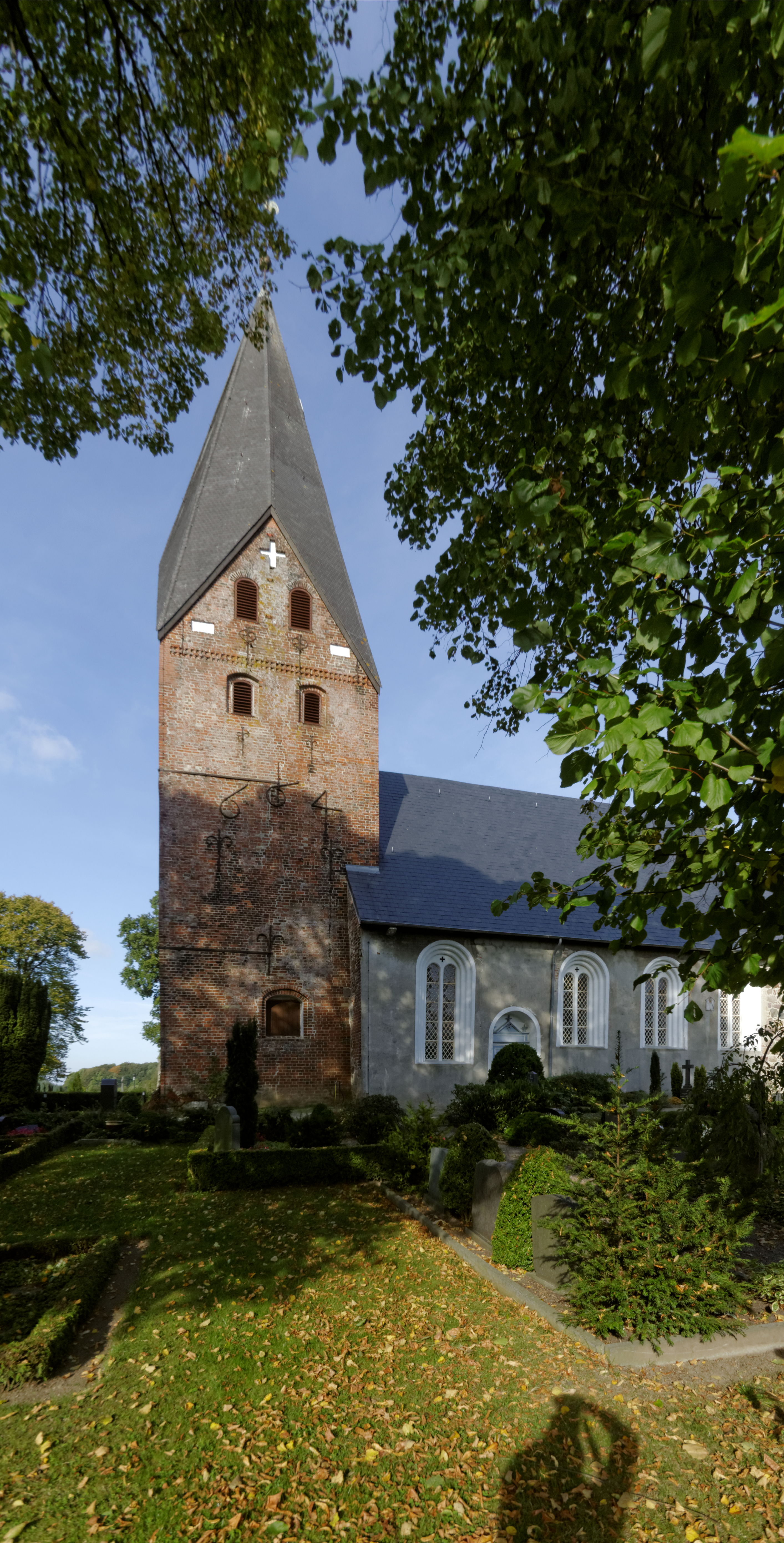

Esgrus (tiếng Đan Mạch: Eskeris) là một đô thị thuộc huyện Schleswig-Flensburg, trong bang Schleswig-Holstein, nước Đức. Đô thị Esgrus có diện tích 18,06 km², dân số thời điểm 31 tháng 12 năm 2006 là 831 người.